# J. P. Donleavy
Œuvres principales
- L'Homme de gingembre
- Les Béatitudes bestiales de Balthazar B
- Un conte de fées new-yorkais
- Un homme singulier

James Patrick Donleavy, né le 23 avril 1926 à New York et mort le 11 septembre 2017 à Mullingar en Irlande, est un écrivain irlando-américain.

## Biographie
Ses parents irlandais immigrent aux États-Unis avant sa naissance. Il fait ses études dans divers établissements d'enseignement américains et sert dans les rangs de la US Navy pendant la Seconde Guerre mondiale. Après le conflit, il déménage en Irlande. En 1946, il s'inscrit au Trinity College de Dublin, mais abandonne ses études en 1949 avant d'avoir obtenu le moindre diplôme.
Sa première nouvelle, A Party on Saturday Afternoon, paraît dans un magazine littéraire de Dublin en 1950, mais c'est son premier roman, L'Homme de gingembre (The Ginger Man), paru en 1955, qui le rend mondialement célèbre, notamment en raison de la censure pour obscénités qui s'abat sur l'œuvre en Irlande et aux États-Unis. Le héros de ce roman, Sebastian Dangerfield, est un vétéran de la US Navy qui étudie au Trinity College où il mène un vie très rabelaisienne.

## Œuvre

### Romans
- The Ginger Man (1955) Publié en français sous le titre L'Homme de gingembre, traduit par Suzanne Mayoux, Paris, Denoël, coll. « Les Lettres nouvelles », 1968
- A Singular Man (1963) Publié en français sous le titre Un homme singulier, traduit par Suzanne Mayoux, Paris, Denoël, coll. « Les Lettres nouvelles », 1971
- The Saddest Summer of Samuel S (1966), court roman Publié en français sous le titre La Sale Saison de Samuel S., suivi de La Molécule folle et autres nouvelles, traduit par Marie-Josée Lacube, Paris, Denoël, coll. « Arc-en-ciel », 1979
- The Beastly Beatitudes of Balthazar B (1968) Publié en français sous le titre Les Béatitudes bestiales de Balthazar B, traduit par Suzanne Mayoux, Paris, Denoël, coll. « Les Lettres nouvelles », 1973
- The Onion Eaters (1971) Publié en français sous le titre Mangeurs d'oignons, traduit par Anny et Claude Mourthé, Paris, Denoël, coll. « Arc-en-ciel », 1976
- A Fairy Tale of New York (1973) Publié en français sous le titre Un conte de fées new-yorkais, traduit par Anne Villelaur, Paris, Denoël, coll. « Arc-en-ciel », 1977
- The Destinies of Darcy Dancer, Gentleman (1977) Publié en français sous le titre Le Destin de Darcy Dancer, gentleman, traduit par Suzanne Mayoux, Paris, Denoël, coll. « Arc-en-ciel », 1983
- Schultz (1979)
- Leila (1983)
- De Alfonce Tennis... (1984) Publié en français sous le titre Le Tennis de Alfonce : le jeu superlatif des champions excentriques : histoire, accoutrements, règles, conduite, régime, traduit par Anne Villelaur, Paris, Denoël, coll. « Arc-en-ciel », 1986
- Are You Listening Rabbi Löw (1987)
- That Darcy, That Dancer, That Gentleman (1990)
- The Lady Who Liked Clean Rest Rooms (1995), court roman Publié en français sous le titre La Dame qui aimait les toilettes propres : chronique d'une des étranges histoires colportées dans les environs de New York, traduit par Pierre Guglielmina, Paris, Calmann-Lévy, 1997
- Wrong Information is Being Given Out at Princeton (1998)

### Recueil de nouvelles
- Meet My Maker the Mad Molecule (1964) Publié en français sous le titre La Molécule folle et autres nouvelles, précédé de La Sale Saison de Samuel S., traduit par Marie-Josée Lacube, Paris, Denoël, coll. « Arc-en-ciel », 1979

### Théâtre
- What They Did in Dublin (1961)
- The Ginger Man (1961), adaptation pour la scène du roman éponyme
- Fairy Tales of New York (1961)
- A Singular Man (1965), adaptation pour la scène du roman éponyme

### Autres publications
- The Unexpurgated Code: A Complete Manual of Survival & Manners (1975)
- J. P. Donleavy's Ireland... (1986) Publié en français sous le titre Mon Irlande : avec tous ses péchés et certaines de ses grâces, traduit par Anne Villelaur, Paris, Denoël, coll. « Arc-en-ciel », 1987
- A Singular Country (1989)
- The History of the Ginger Man (1994)
- An Author and His Image (1997)